# Australopericoma sagitta
Australopericoma sagitta és una espècie d'insecte dípter pertanyent a la família dels psicòdids.

## Descripció
- El mascle fa entre 0,58-0,63 mm de llargària a les antenes (0,68-0,77 en el cas de la femella), mentre que les ales li mesuren 1,30-1,38 de longitud (1,45-1,58 en la femella) i 0,45-0,48 d'amplada (0,48-0,50 en la femella).[2]

## Distribució geogràfica
Es troba a Centreamèrica: Costa Rica.